# Dikaiarchos

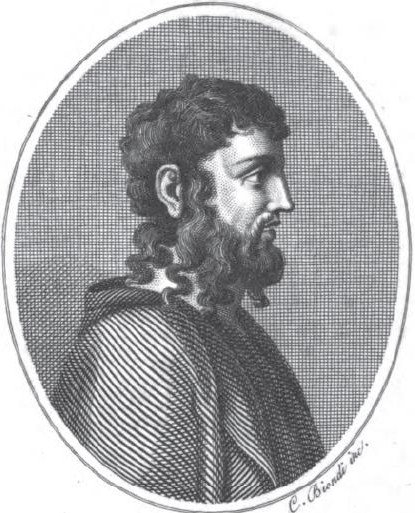
Dikaiarchos in einer Phantasiedarstellung des 19. Jahrhunderts

Dikaiarchos (griechisch Δικαίαρχος Dikaíarchos, deutsch auch Dikäarch; * ca. 375/350 v. Chr. in Messene; † um 285 v. Chr.) war ein griechischer peripatetischer Philosoph, Kartograf, Geograph, Mathematiker und Schriftsteller. Er wurde wegen seiner Herkunft in römischer Zeit auch Dicaearchus Messenius und im Abendland in neuerer Zeit (irrtümlich) Messenius genannt.

## Leben
Dikaiarchos stammt aus dem sizilischen Messene (heute Messina). Später ging er nach Athen, wo er am Lyzeum Schüler des Aristoteles und des Theophrast wurde. Von seinen Schriften haben sich nur wenige Fragmente erhalten, aus denen sich ableiten lässt, dass er in seiner Themenwahl Aristoteles nacheiferte. Dabei stellte er sich den Lehren der Schule mit großer Selbständigkeit gegenüber. Er beschäftigte sich mit der Konstruktion von Hyperbeln und Parabeln.
In der Physik interessierten Dikaiarch vor allem Psychologie, Mantik und Geografie. Mit den von Aristoteles noch festgehaltenen Resten des platonischen Dualismus räumte er vollends auf. So bestritt er die Existenz einer vom Körper trennbaren Seele: Diese ist kein selbständiges Wesen, sondern es besteht nichts als der eine und einheitliche Körper, so gebildet, dass er vermöge seiner natürlichen Zusammensetzung lebt und empfindet. Gegen die Mantik wandte er sich mit dem treffenden Einwand, es sei besser für den Menschen, die Zukunft nicht zu kennen, und argumentierte gegen die Unsterblichkeit der Seele. In der Ethik stellte er sich Fragen bezüglich der Lebensführung, wobei er dem praktischen Leben den Vorzug vor der theoretischen Betrachtung gab, und in der Politik beschränkte er sich auf Sparta. In seiner Schrift Tripolitikos pries er dessen Staatsform als gelungene Verschmelzung demokratischer und aristokratischer Elemente. Zur Erbauung der Jugend wurden in Sparta Schriften Dikaiarchs öffentlich verlesen.
Auf dem Gebiet der physikalischen Geographie gilt er als der bedeutendste Vorgänger des Eratosthenes. In der Kartografie gehörte er zu den ersten, die geographische Koordinaten verwendeten. Er nahm Messungen von Bergeshöhen vor und erklärte, dass auch die höchsten Erhebungen viel zu gering seien, um die Kugelgestalt der Erde zu beeinträchtigen.
In seinen Werken fehlen Sprachphilosophie und Rhetorik. Daher wurde Dikaiarch vor allem als Geograph, Kulturhistoriker und politischer Schriftsteller rezipiert. Er schrieb unter anderem die erste Kulturgeschichte Griechenlands, Bios Hellados.

## Werke
Die folgenden Werke sind in Fragmenten erhalten und teilweise aus Zitaten in Werken anderer Schriftsteller rekonstruiert: Tripolitikos, Das Leben Griechenlands und Beschreibung Griechenlands. Sie finden sich in Wehrli (1967).

## Textausgaben
- William W. Fortenbaugh, Eckart Schütrumpf (Hrsg.): Dicaearchus of Messana. Text, translation and discussion. Transaction Publishers, New Brunswick/New Jersey 2001, ISBN 0-7658-0093-4, in Auszügen bei Google books
- Fritz Wehrli (Hrsg.): Dikaiarchos (= Die Schule des Aristoteles. Texte und Kommentar. Heft 1). 2. Auflage, Schwabe Verlag, Basel 1967.